# Robert Dinwiddie
Pour les articles homonymes, voir Dinwiddie.
Robert Dinwiddie (1693 – 27 juillet 1770) fut le lieutenant gouverneur de la colonie de Virginie entre 1751 et 1758, d'abord sous le gouverneur Willem Anne van Keppel, 2d Comte d'Albemarle ; puis de juillet 1756 à janvier 1758, comme adjoint de John Campbell, 4e Comte de Loudoun. Son action participa à déclencher la Guerre de Sept Ans contre la France.

## Guerre de Sept Ans
Les actions de Dinwiddie ont précipité la Guerre de Sept Ans. Il voulait limiter la colonisation de la Vallée de l'Ohio par les Canadiens français. Il y avait largement intérêt car il était un des propriétaires de la compagnie d'Ohio.
En 1753, Dinwiddie apprit que les Canadiens avait construit le Fort Presque Isle proche du  Lac Erie et Fort Le Boeuf, qui menaçaient les intérêts de la Virginie dans la vallée de l'Ohio. Il envoya George Washington, 21 ans, avec huit hommes au cours de l'hiver de 1753-54, pour demander aux Canadiens de se retirer. 
En janvier 1754, avant même que Washington lui apprit les nouvelles, Dinwiddle envoya la milice de Virginie pour construire un fort sur la rivière de l'Ohio. Les Canadiens ont vite chassé les Virginiens de l'endroit, et ont construit un plus gros fort appelé le Fort Duquesne, en honneur du Marquis de Duquesne, qui était gouverneur de la Nouvelle-France.
Au printemps 1754, Dinwiddie envoya Washington pour construire une route vers la rivière Monongahela et se préparer à défendre le fort britannique. Sachant que les Canadiens avait pris le fort, Washington se pressa de construire le Fort Necessity. Il rencontra les Canadiens durant une courte bataille le 3 juillet 1754 et fut forcé de capituler. Dinwiddie fut très actif à rallier les autres colonies contre les Canadiens, et à obtenir l'envoi du général britannique Edward Braddock en Virginie, avec deux régiments de troupes régulières. 
L'administration de Dinwiddle fut souvent marquée par des discordes au sujet des finances. En janvier 1758, il quitta la Virginie pour finir ses jours en Angleterre.